# 丹尼洛夫卡 (伏尔加格勒州)
丹尼洛夫卡（羅馬化：Danilovka）是俄罗斯伏尔加格勒州的市级镇、丹尼洛夫卡区行政中心，位于顿河支流梅德韦季察河畔，在州府伏尔加格勒北方。
该地2021年人口有4,348人；2010年人口5,317；2002年人口5,943；1989年人口5,518。